# Sunshowers
Sunshowers è un brano musicale della cantante britannica M.I.A. estratto come secondo singolo dall' album Arular e pubblicato il 5 luglio 2004 nel Regno Unito.

## Tracce
1. Sunshowers – 3:16
2. Fire, Fire – 3:28

## Classifica
| Classifica (2004) | Posizione massima |
| ----------------- | ----------------- |
| Canada            | 22                |
| Regno Unito       | 93                |